# Интер Майами
«И́нтер Майа́ми» (англ. Inter Miami CF) — американский профессиональный футбольный клуб, базирующийся в городе Майами, штата Флорида. Выступает в MLS, высшей футбольной лиге США и Канады, с 2020 года.
Клуб принадлежит группе инвесторов «Майами Бекхэм Юнайтед», возглавляемой Дэвидом Бекхэмом. Клуб привлек международное внимание ещё до своего основания благодаря президенту и совладельцу клуба Дэвиду Бекхэму, а затем снова в 2023 году, когда один из лучших футболистов в истории, восьмикратный обладатель Золотого мяча, чемпион мира Лионель Месси подписал контракт с клубом на условиях бесплатного трансфера. После подписания контракта с аргентинским футболистом клуб выиграл свой первый официальный трофей — Кубок лиг 2023, североамериканское зональное соревнование для КОНКАКАФ, которое также дало право «Интер Майами» впервые квалифицироваться в главный континентальный турнир Северной и Центральной Америки и стран Карибского бассейна — Кубок чемпионов КОНКАКАФ.
По оценкам Forbes, стоимость команды на 2024 год составляет $1,03 миллиарда (прибавка за год +72%), а клуб занимает второе место в чемпионате после футбольного клуба «Лос-Анджелес».

## История

### Создание франшизы
В ноябре 2012 года комиссар MLS Дон Гарбер подтвердил заинтересованность лиги в создании новой франшизы в Майами, после того как «Майами Фьюжн» прекратил существование в 2001 году и заявка инвестиционной группы с Марсело Клауре и «Барселоной» в 2009 году не увенчалась успехом. Когда Дэвид Бекхэм объявил о завершении карьеры футболиста в 2013 году, лига провела переговоры с советниками Бекхэма о потенциальном приобретении им франшизы. Изначальный контракт Бекхэма, подписанный с лигой в 2007 году, содержал опцион на покупку новой франшизы лиги по сниженной цене в 25 млн долларов. 5 февраля 2014 года MLS объявила, что Дэвид Бекхэм использовал опцион своего контракта с лигой. Деловыми партнёрами Бекхэма стали боливийский миллиардер Марсело Клауре и британский продюсер Саймон Фуллер, их инвестиционная группа получила название «Майами Бекхэм Юнайтед» (Miami Beckham United).
Первоначально клуб планировал начать выступление в MLS в 2017 году. Однако, после того как исходный план строительства стадиона был отвергнут городскими властями, 29 июля 2014 года комиссар MLS Дон Гарбер объявил, что лига официально не присудит франшизу MLS городу Майами и Дэвиду Бекхэму, пока не будет получена договорённость о постройке собственного стадиона клуба в центре города.
14 декабря 2017 года к группе Бекхэма присоединились три новых инвестора — предприниматели из Майами братья Хорхе и Хосе Мас и японский предприниматель Масаёси Сон.
29 января 2018 года MLS официально объявила о присуждении франшизы лиги городу Майами. Предполагалось, что клуб начнёт выступление с 2020 года. 5 сентября 2018 года были официально представлены название — «Интер Майами» — и логотип клуба. В мае 2019 года Бекхэм выкупил долю Фуллера.
26 июля 2019 года клуб подписал первых игроков, ими стали два 19-летних аргентинца: левый вингер Матиас Пеллегрини и форвард Хулиан Карранса. 30 декабря 2019 года первым главным тренером в истории клуба был назначен уругвайский специалист Диего Алонсо.
За месяц до начала выступлений команды в MLS между ней и итальянским «Интером» шли судебные споры о возможном нарушении права на товарную марку, которые разбирало ведомство по патентам и товарным знакам США (USPTO).

### Ранние годы (2020–2023)
«Интер Майами» дебютировал в MLS 1 марта 2020 года в гостевом матче против «Лос-Анджелеса», минимально уступив со счётом 1:0. В следующем матче, против «Ди Си Юнайтед» 7 марта, проигранном со счётом 2:1, назначенный игрок Родольфо Писарро забил первый гол в истории «Интер Майами». Первый домашний матч команда должна была провести 14 марта 2020 года против бывшего клуба Бекхэма, «Лос-Анджелес Гэлакси», однако матч был перенесён после того, как лига отложила сезон из-за пандемии COVID-19. После поражений с минимальной разницей в первых пяти матчах, 22 августа «Интер Майами» добыл первую победу в своей истории, обыграв «Орландо Сити» со счётом 3:2. 18 сентября клуб подписал Гонсало Игуаина в качестве назначенного игрока. В своём дебютном сезоне 2020 клуб финишировал в Восточной конференции на 10-м месте, последнем дающем путёвку в плей-офф. Однако, «Интер Майами» не смог преодолеть предварительный раунд плей-офф, проиграв 20 ноября другому новичку лиги «Нэшвиллу» со счётом 0:3.
7 января 2021 года контракт с Диего Алонсо был расторгнут по взаимному согласию сторон. 18 января главным тренером «Интер Майами» был назначен Фил Невилл, Крис Хендерсон занял должность спортивного директора.
28 мая 2021 года MLS объявила, что наложит санкции на «Интер Майами», владельца Хорхе Маса и бывшего спортивного директора Пола Макдону за нарушение правил состава в сезоне 2020. Клуб подписал контракты с Блезом Матюиди и Андресом Рейесом, используя целевые распределительные средства (TAM), чтобы выполнить требования к потолку фонда заработной платы и избежать использования трёх слотов для назначенных игроков, но было обнаружено, что они превысили максимальный размер TAM в 1,61 млн долларов на игрока. MLS оштрафовала клуб на 2 млн долларов и сократила его ассигнования на 2,27 млн долларов на сезоны 2022 и 2023, в то время как Мас был оштрафован на 250 тыс. долларов, а Макдона был отстранён от деятельности в лиге до конца сезона 2022. Перед объявлением решения лиги Матюиди был реклассифицирован в назначенного игрока, заняв слот, ранее занимаемый Матиасом Пеллегрини, который был отдан в «Интер Майами II» после того, как клуб выкупил его контракт.
17 сентября 2021 года Бекхэм и братья Мас завершили выкуп долей в клубе у Клауре и Сона. Кроме того, к клубу в качестве привилегированного инвестора присоединилась компания Ares Management.

### Эра Лионеля Месси (с 2023)
1 июня 2023 года «Интер Майами» объявил об увольнении Невилла. На тот момент клуб занимал последнее место в Восточной конференции. Исполнять обязанности главного тренера было поручено Хавьеру Моралесу. 7 июня Лионель Месси объявил о своём намерении присоединиться к «Интер Майами». 28 июня главным тренером «Интер Майами» был назначен Херардо Мартино. 15 июля Месси официально подписал с клубом контракт назначенного игрока сроком до конца сезона 2025. 16 июля контракт с клубом подписал Серхио Бускетс. 20 июля к клубу присоединился Жорди Альба. Переход Месси резко повысил популярность «Интер Майами». Так, средняя цена за билет на стадион выросла более чем в 5 раз, достигнув отметки в $161. Также у клуба резко выросло количество подписчиков в соцсетях, с примерно 1 миллиона подписчиков в Instagram до перехода Месси до более 15,4 миллионов — после.
Месси и Бускетс дебютировали за «Интер Майами» в матче Кубка лиг против «Крус Асуля» (2:1), выйдя на замену на 54-й минуте. Месси забил победный гол со штрафного удара в добавленное время, прервав 11-матчевую безвыигрышную серию команды. 19 августа в финале Кубка лиг «Интер Майами» обыграл «Нэшвилл» в серии послематчевых пенальти и завоевал первый трофей в своей истории.
23 августа 2023 года «Интер Майами» обыграл «Цинциннати» в матче открытого кубка США в серии послематчевых пенальти и вышел в финал. 27 сентября без Месси в составе уступил в финале «Хьюстон Динамо» со счётом 2:1.
26 августа 2023 года Месси, Бускетс и Альба сыграли свой первый матч MLS, в котором «Интер» обыграл «Нью-Йорк Ред Буллз» со счётом 2:0, а Месси забил второй гол в матче. 16 сентября клуб без Месси и Альбы в составе уступил «Атланте Юнайтед» (2:5) и прервал 12-матчевую беспроигрышную серию, начавшуюся после перехода Месси. 7 октября 2023 года, несмотря на выход Месси на замену, «Интер Майами» проиграл «Цинциннати» и потерял шансы на выход в плей-офф.
30 октября 2023 года «Интер Майами» стал первым клубом MLS, игрок которого получил Золотой мяч во время выступления за клуб, когда Месси был удостоен награды в восьмой раз. Клуб отпраздновал событие товарищеским матчем против «Нью-Йорк Сити» под названием «Золотая ночь» (Noche d’Or), во время которого Лионель Месси презентовал награду трибунам домашнего стадиона клуба.
22 декабря 2023 года «Интер» подписал контракт с ещё одним бывшим партнёром Месси, Луисом Суаресом.
3 октября 2024 года «Интер» завоевал свой первый Supporters' Shield после дубля Месси и удара головой Суареса в матче против «Коламбус Крю». В последний день сезона «Интер» победил «Нью-Инглэнд Революшн» со счетом 6:2, завершив сезон с рекордными 74 очками в лиге и обеспечив себе место в Клубном чемпионате мира 2025 года.
10 ноября 2024 года «Интер» выбыл в первом раунде MLS плей-офф , проиграв «Атланта Юнайтед» со счетом 3:2, что стало одной из крупнейших сенсаций в истории MLS.

## Текущий состав
| 1  | Флаг США                      | Вр  | Дрейк Каллендер (вице-капитан)                | 1997 |  |  |  |  |  |
| 19 | Флаг Аргентины                | Вр  | Оскар Устари                                  | 1986 |  |  |  |  |  |
| 25 | Флаг США                      | Вр  | Уильям Ярбро                                  | 1989 |  |  |  |  |  |
| 34 | Флаг Аргентины                | Вр  | Рокко Риос Ново (в аренде из "Лануса")        | 2002 |  |  |  |  |  |
|    |                               |     |                                               |      |  |  |  |  |  |
| 2  | Флаг Аргентины                | Защ | Гонсало Лухан                                 | 2001 |  |  |  |  |  |
| 6  | Флаг Аргентины                | Защ | Томас Авилес                                  | 2004 |  |  |  |  |  |
| 15 | Флаг США                      | Защ | Райан Сейлор                                  | 1998 |  |  |  |  |  |
| 17 | Флаг США                      | Защ | Иан Фрей                                      | 2002 |  |  |  |  |  |
| 18 | Флаг Испании                  | Защ | Жорди Альба                                   | 1989 |  |  |  |  |  |
| 26 | Флаг США                      | Защ | Тайлер Холл                                   | 2006 |  |  |  |  |  |
| 32 | Флаг США                      | Защ | Ноа Аллен                                     | 2004 |  |  |  |  |  |
| 37 | Флаг Уругвая                  | Защ | Максимилиано Фалькон                          | 1997 |  |  |  |  |  |
| 57 | Флаг Аргентины                | Защ | Марсело Вейгандт (в аренде из "Бока Хуниорс") | 2000 |  |  |  |  |  |
| 62 | Флаг Доминиканской Республики | Защ | Исраэль Боутрайт                              | 2006 |  |  |  |  |  |
|    |                               |     |                                               |      |  |  |  |  |  |

| 5  | Флаг Испании   | ПЗ  | Серхио Бускетс (вице-капитан)                   | 1988 |  |  |  |  |  |
| 7  | Флаг Аргентины | ПЗ  | Родриго Де Пауль                                | 1994 |  |  |  |  |  |
| 8  | Флаг Венесуэлы | ПЗ  | Теласко Сеговия                                 | 2003 |  |  |  |  |  |
| 11 | Флаг Аргентины | ПЗ  | Бальтасар Родригес (в аренде из "Расинга")      | 2003 |  |  |  |  |  |
| 30 | Флаг США       | ПЗ  | Бенхамин Кремаски                               | 2005 |  |  |  |  |  |
| 41 | Флаг Гондураса | ПЗ  | Давид Руис                                      | 2004 |  |  |  |  |  |
| 42 | Флаг США       | ПЗ  | Янник Брайт                                     | 2001 |  |  |  |  |  |
| 55 | Флаг Аргентины | ПЗ  | Федерико Редондо                                | 2003 |  |  |  |  |  |
| 81 | Флаг США       | ПЗ  | Сантьяго Моралес                                | 2007 |  |  |  |  |  |
|    |                |     |                                                 |      |  |  |  |  |  |
| 9  | Флаг Уругвая   | Нап | Луис Суарес                                     | 1987 |  |  |  |  |  |
| 10 | Флаг Аргентины | Нап | Лионель Месси (капитан)                         | 1987 |  |  |  |  |  |
| 14 | Флаг Гаити     | Нап | Фафа Пико                                       | 1991 |  |  |  |  |  |
| 21 | Флаг Аргентины | Нап | Тадео Альенде (в аренде из "Сельты")            | 1999 |  |  |  |  |  |
| 29 | Флаг Эквадора  | Нап | Альен Обандо (в аренде из "Барселоны Гуаякиль") | 2006 |  |  |  |  |  |

## Тренерский штаб
| Должность                  | Тренер                |
| -------------------------- | --------------------- |
| Главный тренер             | Хавьер Маскерано      |
| Ассистент главного тренера | Хавьер Моралес        |
| Ассистент главного тренера | Лукас Родригес Пагано |
| Тренер вратарей            | Мауро Доблер          |
| Тренер по физподготовке    | Маноло Альфаро        |
| Тренер по физподготовке    | Пабло Бланко          |
| Тренер по восстановлению   | Силас Ващук           |

## Тренеры
Статистические данные приводятся на конец сезона 2024 и учитывают в себе все официальные турниры, сыгранные командой.
| Главный тренер         | Нация          | Пришёл в клуб   | Ушел из клуба                  | И  | В  | Н  | П  | ГЗ  | ГП  | РМ     | В%     |
| ---------------------- | -------------- | --------------- | ------------------------------ | -- | -- | -- | -- | --- | --- | ------ | ------ |
| Диего Алонсо           | Флаг Уругвая   | 30 декабря 2019 | 7 января 2021                  | 24 | 7  | 3  | 14 | 25  | 38  | −13    | 029,17 |
| Фил Невилл             | Флаг Англии    | 18 января 2021  | 1 июня 2023                    | 90 | 35 | 13 | 42 | 107 | 136 | −29    | 038,89 |
| Хавьер Моралес (и. о.) | Флаг Аргентины | 1 июня 2023     | 10 июля 2023                   | 7  | 1  | 3  | 3  | 9   | 14  | −5     | 014,29 |
| Херардо Мартино        | Флаг Аргентины | 10 июля 2023    | 22 ноября 2024                 | 67 | 36 | 11 | 20 | 145 | 105 | +40    | 053,73 |
| Хавьер Маскерано       | Флаг Аргентины | 1 января 2025   | style="text-align:center" \|28 | 14 | 7  | 7  | 52 | 42  | +10 | 050,00 |        |

## Цвета и эмблема
| Период     | Производитель | Период     | Титульный спонсор | Период     | Спонсор на рукаве |
| ---------- | ------------- | ---------- | ----------------- | ---------- | ----------------- |
| 2020—н. в. | Adidas        | 2021—2024  | XBTO              | 2020—2021  | Baptist Health    |
| 2020—н. в. | Adidas        | 2024—н. в. | Royal Caribbean   | 2022—2024  | Xmanna            |
| 2020—н. в. | Adidas        | 2024—н. в. | Royal Caribbean   | 2023—н. в. | Apple TV+         |
| 2020—н. в. | Adidas        | 2024—н. в. | Royal Caribbean   | 2024—н. в. | Fracht Group      |

Инвестиционная группа «Майами Бекхэм Юнайтед» обнародовала название и цвета команды 5 сентября 2018 года. Название было объявлено как «Клуб Интернасьонал де Футбол Майами» (сокращенно — «Интер Майами ФК»). На гербе, выполненном в стиле и цветах, напоминающих архитектурные традиции города в стиле Ар-деко, изображены две большие белые цапли со переплетенными лапами, образующими букву М. Между цаплями изображено затмение, солнце с семью лучами в честь номера, под которым Бекхэм выступал практически всю свою игровую карьеру. Геральдика отображает название команды, окруженное римскими цифрами MMXX, обозначающими 2020 год, первый игровой сезон в истории команды. Трехконечный щит, окружающий непосредственно сам герб, представляет три основных сообщества Южной Флориды: Майами, Форт-Лодердейл и Уэст-Палм-Бич. Цвета клуба — розовый, белый, черный и немного синего, такие как футболка «Ла-Пальма». В настоящее время титульным спонсором «Интер Майами», который располагается на футболке, является Royal Caribbean Group.
Виды птиц на гербе стали предметом споров после его объявления и обнародования, и некоторые люди стали предполагать, что это фламинго и цапли. Позже команда объявила, что эти птицы являются белыми цаплями.

### Эволюция форм

#### Домашняя
| 2020—2022 | 2022—2024 | 2024—2025 | 2025—н. в. |

#### Гостевая
| 2020—2021 | 2021—2023 | 2023—2025 | 2025—н. в. |

#### Резервная
| 2024 | 2025—н. в. |

Источники:,

## Достижения
- Кубок лиг
  - Победитель: 2023
- Открытый Кубок США
  - Финалист: 2023
- Supporters’ Shield
  - Победитель: 2024

## Сезоны клуба
| Сезон | Лига | Лига | Лига | Лига | Лига | Лига | Лига | Лига | Лига | Место | Место | Плей-офф MLS | Кубок США  | Кубок чемпионов КОНКАКАФ | Кубок лиг  | Средняя посещаемость | Лучший бомбардир | Лучший бомбардир |
| Сезон | Лига | И    | В    | Н    | П    | ГЗ   | ГП   | РГ   | Очки | Конф. | Общее | Плей-офф MLS | Кубок США  | Кубок чемпионов КОНКАКАФ | Кубок лиг  | Средняя посещаемость | Игрок            | Голы             |
| ----- | ---- | ---- | ---- | ---- | ---- | ---- | ---- | ---- | ---- | ----- | ----- | ------------ | ---------- | ------------------------ | ---------- | -------------------- | ---------------- | ---------------- |
| 2020  | MLS  | 23   | 7    | 3    | 13   | 25   | 35   | –10  | 24   | 10    | 19    | Плей-ин      | Н/А        |                          |            | 2,216                | Льюис Морган     | 5                |
| 2021  | MLS  | 34   | 12   | 5    | 17   | 36   | 53   | –17  | 41   | 11    | 20    | –            | Н/А        |                          |            | 14,713               | Гонсало Игуаин   | 12               |
| 2022  | MLS  | 34   | 14   | 6    | 14   | 47   | 56   | –9   | 48   | 6     | 12    | Первый раунд | 1/8 финала |                          |            | 12,613               | Гонсало Игуаин   | 16               |
| 2023  | MLS  | 34   | 9    | 7    | 18   | 41   | 54   | –13  | 34   | 14    | 27    | –            | Финал      |                          | Обладатель | 17,698               | Хосеф Мартинес   | 12               |
| 2024  | MLS  | 34   | 22   | 4    | 8    | 79   | 49   | 30   | 74   | 1     | 1     | Первый раунд | –          | 1/4 финала               | 1/8 финала | 21,245               | Луис Суарес      | 25               |

↑ 1. Средняя посещаемость включает в себя только статистику местного чемпионата (MLS).

↑ 2. Лучшие бомбардиры включает в себя все голы, забитые игроком в регулярном сезоне MLS, плей-офф MLS, Открытом кубке США, турнире MLS is Back, Кубке чемпионов КОНКАКАФ, Кубке лиг.

## Рекорды и статистика

### Игроки с наибольшим количеством матчей
Учитываются только матчи, сыгранные на профессиональном уровне. Действующие игроки «Интер Майами» выделены жирным шрифтом.
| #  | Игрок              | Нация          | Период     | MLS | Плей-офф | Кубок США | Кубок лиг | Кубок чемпионов КОНКАКАФ | Клубный чемпионат мира по футболу | Всего |
| -- | ------------------ | -------------- | ---------- | --- | -------- | --------- | --------- | ------------------------ | --------------------------------- | ----- |
| 1  | Дрейк Каллендер    | Флаг США       | 2020–н. в. | 92  | 4        | 8         | 10        | 4                        |                                   | 118   |
| 2  | Роберт Тейлор      | Флаг Финляндии | 2022–2025  | 91  | 2        | 9         | 9         | 5                        |                                   | 116   |
| 3  | Леонардо Кампана   | Флаг Эквадора  | 2022–2024  | 80  | 2        | 6         | 11        | 1                        |                                   | 100   |
| 4  | Бенджамин Кремаски | Флаг США       | 2022–н. в. | 63  | 3        | 6         | 9         | 8                        | 4                                 | 93    |
| 5  | Ноа Аллен          | Флаг США       | 2022–н. в. | 59  | 2        | 4         | 8         | 11                       | 4                                 | 88    |
| 6  | Серхио Бускетс     | Флаг Испании   | 2023–н. в. | 56  | 2        | 2         | 11        | 11                       | 4                                 | 86    |
| 7  | Деандре Йедлин     | Флаг США       | 2022–2024  | 65  | 1        | 9         | 7         | 0                        |                                   | 82    |
| 8  | Виктор Ульоа       | Флаг Мексики   | 2020–2023  | 70  | 1        | 4         | 4         | 0                        |                                   | 79    |
| 9  | Жорди Альба        | Флаг Испании   | 2023–н. в. | 49  | 3        | 1         | 9         | 10                       | 3                                 | 75    |
| 10 | Гонсало Игуаин     | Флаг Аргентины | 2020–2022  | 67  | 1        | 2         | 0         | 0                        |                                   | 70    |

### Игроки с наибольшим количеством голов
Учитываются только матчи, сыгранные на профессиональном уровне. Действующие игроки «Интер Майами» выделены жирным шрифтом.
| #  | Игрок            | Нация           | Период     | MLS | Плей-офф | Кубок США | Кубок лиг | Лига чемпионов КОНКАКАФ | Клубный чемпионат мира по футболу | Всего |
| -- | ---------------- | --------------- | ---------- | --- | -------- | --------- | --------- | ----------------------- | --------------------------------- | ----- |
| 1  | Лионель Месси    | Флаг Аргентины  | 2023–н. в. | 31  | 1        | 0         | 10        | 7                       | 1                                 | 50    |
| 2  | Леонардо Кампана | Флаг Эквадора   | 2022–н. в. | 28  | 0        | 3         | 1         | 0                       |                                   | 32    |
| 3  | Гонсало Игуаин   | Флаг Аргентины  | 2020–2022  | 29  | 0        | 0         | 0         | 0                       |                                   | 29    |
| 4  | Луис Суарес      | Флаг Уругвая    | 2024–н. в. | 20  | 1        | 0         | 2         | 2                       |                                   | 25    |
| 5  | Роберт Тейлор    | Флаг Финляндии  | 2022–н. в. | 10  | 0        | 0         | 4         | 1                       |                                   | 15    |
| 6  | Хосеф Мартинес   | Флаг Венесуэлы  | 2023       | 7   | 0        | 2         | 3         | 0                       |                                   | 12    |
| 7  | Льюис Морган     | Флаг Шотландии  | 2020–2021  | 7   | 0        | 0         | 0         | 0                       |                                   | 07    |
| 7  | Робби Робинсон   | Флаг США        | 2020–н. в. | 6   | 0        | 1         | 0         | 0                       |                                   | 07    |
| 7  | Родольфо Писарро | Флаг Мексики    | 2020–2023  | 7   | 0        | 0         | 0         | 0                       |                                   | 07    |
| 10 | Ариэль Ласситер  | Флаг Коста-Рики | 2022–2023  | 4   | 0        | 2         | 0         | 0                       |                                   | 06    |
| 10 | Брек Шей         | Флаг США        | 2020–2022  | 6   | 0        | 0         | 0         | 0                       |                                   | 06    |

## Личные достижения футболистов «Интер Майами»

### Обладатели «Золотого мяча»
Следующие футболисты получили «Золотой мяч», выступая за «Интер Майами»:
- Лионель Месси — 2023

### Игроки года по версии ФИФА
Следующие футболисты были признаны футболистами года по версии ФИФА, выступая за «Интер Майами»:
- Лионель Месси — 2023

### Обладатели Кубка Америки
Следующие футболисты становились обладателями Кубка Америки, являясь игроками «Интер Майами»:
- Лионель Месси — 2024

## Стадион
С самого начала руководство клуба выразило стремление построить стадион на побережье в центре Майами и финансировать постройку за частные средства.
25 марта 2014 года инвестиционная группа Бекхэма обнародовала план на постройку 25-тысячного стадиона в районе порта Майами в юго-западной части острова Додж, расположенного в заливе Бискейн и связанного мостом с центром города. Однако, 8 апреля 2014 года комиссары округа Майами-Дейд подчеркнули заинтересованность в использовании территории под офисную застройку и в дальнейшем расширении порта для грузовых перевозок. Они также не выдали разрешение на перенос портового заправочного комплекса, что было бы необходимо для начала постройки стадиона. Против проекта также высказалась коалиция компаний, использующих Порт Майами, в частности вторая по величине в мире круизная компания Royal Caribbean Cruises, ссылаясь на обеспокоенность, что стадион помешает планам по расширению порта и внесёт дополнительные проблемы в связи с увеличением движения. 20 мая 2014 года комиссары округа проголосовали 11-1 против выдачи разрешения на постройку.
Следующим вариантом стал предложенный мэром округа Майами-Дейд, Карлосом Хименесом, участок на набережной в центре города, примыкающий к баскетбольной арене клуба НБА «Майами Хит». 22 мая 2014 года группа Бекхэма опубликовала новый план на постройку 20-тысячного стадиона и парка на этом участке. Земля участка принадлежит городу и округу и проекту было бы необходимо одобрение комиссаров города и округа, а также последующего референдума жителей Майами. 10 июня 2014 года мэр города Томас Регаладо и городской управляющий Дэниэл Алфонсо выдали запрет на постройку, ссылаясь в частности на оппозицию избирателей из центра Майами.
17 июля 2015 года было объявлено, что инвестиционная группа Бекхэма достигла предварительного соглашения о постройке стадиона рядом с «Марлинс Парк», домашним полем бейсбольного клуба «Майами Марлинс» в районе Маленькая Гавана. Планируемая вместимость стадиона была 25 000 мест. В конце ноября 2015 года группа Бекхэма объявила об отмене плана в связи с тем, что частные владельцы недвижимости настаивали на астрономических суммах для продажи своих домов и участков на территории которых планировалась постройка стадиона.
4 декабря 2015 года группа Бекхэма обнародовала планы четвёртого по счёту проекта на постройку стадиона. Группа заключила контракт на покупку частного участка земли в городском районе Овертаун рядом с Майами-рекой в нескольких кварталах к северо-западу от центра Майами. Группа также получила письменное соглашение от мэра округа Майами-Дейд Карлоса Хименеса на покупку прилежащего участка земли принадлежащего округу. Открытие стадиона намечено на 2021 год. Сезон 2020 года клуб проведёт на временном стадионе.
28 августа 2023 года «Интер Майами» объявил о начале строительство своего постоянного стадиона — «Майами Фридом Парк», который планируется открыть в 2025 году. Футбольный стадион на 25 тыс. мест будет расположен недалеко от международного аэропорта Майами.